# Ahmad Ghazali
Ahmad Ghazali, död 1126, var en persisk sufier och författare till det uppmärksammade persiska prosaverket Sawaneh fe'l-eshq (Infall om kärleken). Ett utdrag ur denna finns i Bo Utas Den persiska litteraturen. Översättningar (Molin & Sorgenfrei, 2011). Ahmad Ghazali var bror till den berömde teologen och mystikern Mohammad Ghazali.
Ahmad Ghazalis verk hade ett stort inflytande på sufismens utveckling, särskilt bland persiskspråkiga folk.

## Verk i översättning
- Aphorismen über die Liebe. Hrsg. von H. Ritter
- Gedanken über die Liebe. Deutsch von R. Gramlich. Wiesbaden 1976
- At-Tajrid fi kalimat at-tauhid. Der reine Gottesglaube. Das Wort des Einheitsbekenntnisses. Übersetzt und kommentiert von R. Gramlich. Wiesbaden 1983